# Cornovaglia Settentrionale
La Cornovaglia settentrionale (inglese North Cornwall) è stato un distretto locale della Cornovaglia, Inghilterra, Regno Unito, con sede a Wadebridge.
Il distretto, il più grande della contea, fu creato con il Local Government Act 1972, il 1º aprile 1974 dalla fusione dei municipal borough di Bodmin e Launceston con il distretto urbano di Bude-Stratton e il Distretto rurale di Camelford, Launceston, Stratton e Wadebridge and Padstow. È stato abolito nel 2009 con le modifiche alla suddivisione amministrativa in Inghilterra.

## Parrocchie
- Advent
- Altarnun
- Blisland
- Bodmin
- Boyton
- Bude-Stratton
- Camelford
- Cardinham
- Davidstow
- Egloshayle
- Egloskerry
- Forrabury and Minster
- Helland
- Jacobstow
- Kilkhampton
- Laneast
- Lanhydrock
- Lanivet
- Launcells
- Launceston
- Lawhitton Rural
- Lesnewth
- Lewannick
- Lezant
- Marhamchurch
- Michaelstow
- Morwenstow
- North Hill
- North Petherwin
- North Tamerton
- Otterham
- Padstow
- Poundstock
- St Breock
- St Breward
- St Clether
- St Endellion
- St Ervan
- St Eval
- St Gennys
- St Issey
- St Juliot
- St Kew
- St Mabyn
- St Merryn
- St Minver Highlands
- St Minver Lowlands
- St Stephens by Launceston Rural
- St Teath
- St Thomas the Apostle Rural
- St Tudy
- South Petherwin
- Stoke Climsland
- Tintagel
- Tremaine
- Treneglos
- Tresmeer
- Trevalga
- Trewen
- Wadebridge
- Warbstow
- Week St Mary
- Werrington
- Whitstone
- Withiel